# La Bréole
La Bréole (okzitanisch La Breula) ist eine Ortschaft und eine ehemalige französische Gemeinde mit 398 Einwohnern (Stand 1. Januar 2022) im Département Alpes-de-Haute-Provence in der Region Provence-Alpes-Côte d’Azur. Sie gehörte zum Kanton Barcelonnette im Arrondissement Barcelonnette. Die Bewohner nennen sich die Bréolais.
Mit Wirkung vom 1. Januar 2017 wurden die früheren Gemeinden La Bréole und Saint-Vincent-les-Forts zu einer Commune nouvelle mit dem Namen Ubaye-Serre-Ponçon zusammengelegt und haben in der neuen Gemeinde den Status einer Commune déléguée. Der Verwaltungssitz befindet sich im Ort La Bréole.

## Geografie
La Bréole liegt in den französischen Seealpen am Südufer des Lac de Serre-Ponçon sowie einem weiteren Stausee des Flusses Durance. Die gegenüberliegenden Gemeinden waren Rousset und Le Sauze-du-Lac. Die Gemeinde La Bréole grenzte außerdem an
- Saint-Vincent-les-Forts im Osten,
- Montclar im Südosten,
- Selonnet im Süden,
- Bréziers im Westen,
- Rochebrune und Espinasses (Berührungspunkt) im Nordwesten.

Das Dorf liegt auf 998 m.

## Bevölkerungsentwicklung
| Jahr      | 1962 | 1968 | 1975 | 1982 | 1990 | 1999 | 2008 | 2012 |
| --------- | ---- | ---- | ---- | ---- | ---- | ---- | ---- | ---- |
| Einwohner | 477  | 256  | 235  | 252  | 279  | 325  | 346  | 377  |